# Böda
Böda is een plaats in de gemeente Borgholm in het landschap en eiland Öland en de provincie Kalmar län in Zweden. De plaats heeft 100 inwoners (2005) en een oppervlakte van 86 hectare.
Feitelijk bestaat Böda uit vier verschillende delen, die als een aaneengesloten kralensnoer aan weg 136 liggen. Het meest zuidelijk ligt Mellböda, dat volgens SCB, het Zweedse bureau voor statistiek, als een zelfstandige plaats wordt gezien. Ook Böda Hamn wordt tot Mellböda gerekend. Hier is een camping en kleine supermarkt te vinden. De haven wordt nog steeds gebruikt voor recreatieve visserij. Kyrketorp ligt rond de kerk van de parochie Böda (församling), die heel noordelijk Öland beslaat. In dit deel zijn ook de school, en bakkerij en twee campings gevestigd. Het meest noordelijke deel is het eigenlijke Böda. Met Mellböda meegerekend telt de plaats dus 212 inwoners (2005) en heeft het een oppervlakte van 138 hectare.
Vijf kilometer ten noorden van Böda ligt Böda Sand, Zwedens grootste camping waar in het hoogseizoen 4000-5000 gasten verblijven. Alle campings in Böda danken hun bestaan aan het 15 kilometer lange zandstrand van de baai Böda Bukt, dat grotendeels natuurreservaat is.
Åkerby-Lopperstad · Alböke · Äleklinta · Arbelunda · Askelunda · Åstad · Binnerbäck · Björkviken · Bläsinge · Borgehage · Borgholm · Bredsättra · Byrum · Byxelkrok · Bägby · Böda · Dalby · Djupvik · Djurstad · Dödevi · Egby · Enerum · Fagerum · Furuhäll-Blårör-Solbergamarken · Föra · Gillberga · Grankulla · Grankullavik · Greby · Greda · Gunnarslund · Gärdslösa · Hagby · Hagelstad · Hallnäs · Halltorp · Horn · Hässelby · Högenäs · Högsrum · Hörlösa · Ingelstad · Istad · Kalleguta · Kolstad · Kvarnstad · Källa · Källingemöre · Kårehamn · Köpingsvik · Lerkaka · Lilla Horn · Lindby · Lofta · Långlöt · Långöre · Löt · Löttorp · Marsjö · Mellböda och del av Böda · Melösa · Mörby · Nabbelund · Öjkroken · Ölands Bäck · Persnäs · Ramsättra · Runsten-Bjärby · Rälla · Rälla tall · Räpplinge · Sandby · Sandvik · Spjutterum · Stacketorp · Stenninge · Stora Rör · Störlinge · Sättra · Södvik · Sörby · Tjusby · Uggletorp · Vannborga · Vedborm · Vedby · Vedby